# Russelia coccinea
Russelia coccinea là một loài thực vật có hoa trong họ Mã đề. Loài này được (L.) Wettst. miêu tả khoa học đầu tiên năm 1891.